# Termitoderus ultimus
Termitoderus ultimus är en skalbaggsart som beskrevs av Jan Krikken 2008. Termitoderus ultimus ingår i släktet Termitoderus och familjen Aphodiidae. Inga underarter finns listade i Catalogue of Life.